# Julius d’Austria
Julius Caesar d’Austria (znany również jako Don Julio oraz Don Giulio; ur. 1586 w Pradze, zm. 25 czerwca 1609 w Českým Krumlovie) – najstarszy, nieślubny syn cesarza Rudolfa II Habsburga oraz jego kochanki Kathariny Strady.

## Życiorys
Julius był nieślubnym synem Rudolfa II. Cierpiąc na zaburzenia psychiczne, opierając się na astrologicznym proroctwie, cesarz przekonany był, iż pozbawiony zostanie tronu przez swego prawowitego następcę, nigdy więc nie zdecydował się zawrzeć małżeństwa. Matką Juliusa była Katharina Strada, córka włoskiego handlarza dziełami sztuki i późniejszego superintendenta cesarskiej kolekcji, Jacopo da Strady, ciesząca się największymi względami i najsilniejszym uczuciem spośród wszystkich kochanek cesarza. Julius był jednym z sześciorga ich dzieci.
Młody Julius wykazywał częste w rodzinie Habsburgów dysfunkcje umysłowe. Cierpiał prawdopodobnie na schizofrenię oraz bardzo poważne zaburzenia psychoseksualne. Podobnie jak jego będący wówczas w ostatniej fazie syfilisu ojciec, który usiłował zasztyletować wysokiego urzędnika państwowego, po czym podjął nieudaną próbę samobójczą, Julius w przypływie szaleństwa własnoręcznie zamordował jednego ze swoich sług. Miało to miejsce w 1606 roku. Po tym wydarzeniu jego osoba stała się obiektem licznych szokujących plotek oraz opowieści.
Mimo iż na pewien czas wysłano go wówczas do klasztoru w Gamingu w Dolnej Austrii, niedługo potem obdarzony został przez ojca tytułem markiza. Otrzymał również zamek w Českým Krumlovie, zakupioną przez Rudolfa dawną siedzibę rodu Rožmberków, jedną z największych średniowiecznych czeskich rezydencji arystokratycznych. Julius chętnie oddawał się w tamtejszych lasach krwawym polowaniom, które stanowiły jego ulubioną rozrywkę oraz wypychaniu zwierząt.

## Zabójstwo Markéty Pichlerovej

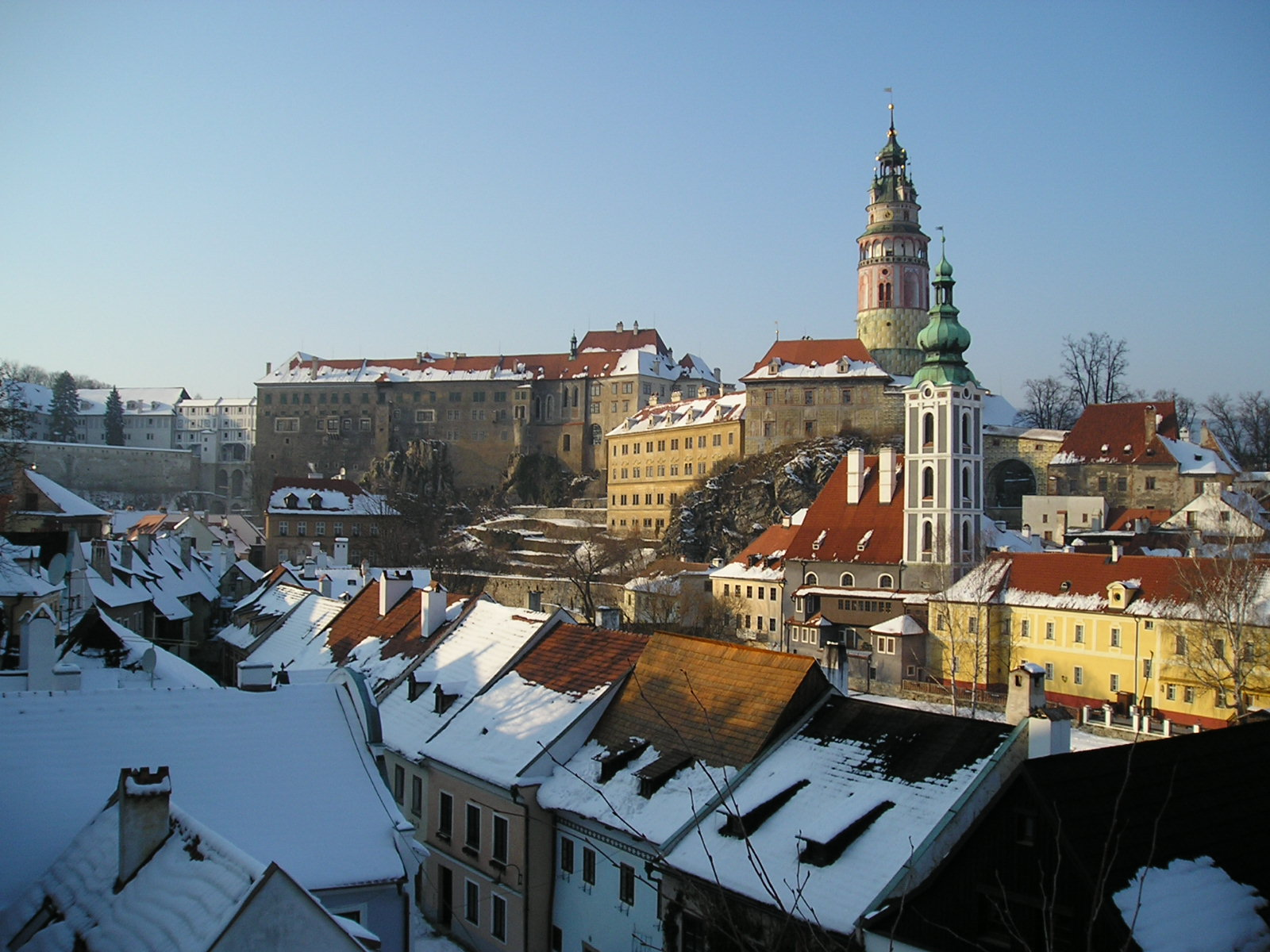
Zamek w Českým Krumlovie

Podczas karnawału 1608 roku Julius poznał córkę miejscowego chirurga i balwierza, Markétę Pichlerovą. Zafascynowany nią markiz zwabił ją do zamku, by następnie dopuścić się na niej brutalnego gwałtu. Markécie udało się jednakże zbiec nocą z fortecy. Rozwścieczony Julius podjął poszukiwania uciekinierki oraz wziął jej ojca za zakładnika. Zrozpaczona dziewczyna oddała się w ręce szalonego markiza, który dotrzymując obietnicy uwolnił jednocześnie przetrzymywanego ojca. Doszło wówczas do bestialskiego morderstwa, 17 lutego 1608 Julius zamordował Markétę, okaleczył i poćwiartował ciało, wydłubał jej oczy oraz odciął uszy. 
Po tym wydarzeniu cesarz Rudolf, nakazał uwięzić syna na terenie zamku, rodzina dziewczyny zaś otrzymała odszkodowanie. Kondycja psychiczna Juliusa coraz bardziej pogarszała się. Zaniedbał również swoje zdrowie.
Julius d’Austria zmarł w wyniku powikłań wrzodu gardła 25 czerwca 1609. Pochowano go w klasztorze braci mniejszych w Českým Krumlovie.